# Londres, Westminster
Londres, Westminster est un tableau réalisé par le peintre français André Derain en 1906. Cette huile sur toile fauve représente la Tamise devant le palais de Westminster. Partie d'une série de vues de Londres peintes sur commande pour Ambroise Vollard, elle fait partie des collections du musée national d'Art moderne, à Paris, et se trouve en dépôt au musée de l'Annonciade, à Saint-Tropez.